# Якушкин, Тимофей Фёдорович
Тимофе́й Фёдорович Яку́шкин (21 февраля 1916, село Корсаевка, Пензенская губерния — 26 марта 1986, Саранск) — мордовский советский писатель и журналист. Член Союза писателей СССР с 1963. Заслуженный писатель Мордовской АССР (1980).

## Биография
Воспитанник детского дома. Окончил Мордовский педагогический техникум (1933), Пензенскую газетную школу (1936). В 1940 — Ленинградский институт журналистики им. В. В. Воровского.
Работал в газете «Красная Мордовия», радиокомитете, Мордовском книжном издательстве, редакции альманаха «Литературная Мордовия». Был литературным консультантом правления Союза писателей Мордовии.

## Творчество
Якушкин считается одним из зачинателей разработки темы о рабочем классе в мордовской литературе. Большая часть произведений прозаика посвящена экономическим, социальным, нравственным проблемам села и людям труда.
Творческий путь начал с газетных жанров: писал корреспонденции, зарисовки, очерки.
Якушкин — автор очерковых книг «Творцы счастья» (1952), «Сельская новь» (1956), «Деньги счёт любят» (1960) и др., романов и повестей:
- «Зеленая долина» (1959, 2 изд. 1967),
- «Ветка яблони» (1969),
- «Самый долгий путь…» (1963),
- «Лысая гора» (1976),
- «Грушица у дороги» (1979),
- «Испытание» (1985).